# Bembidion transversale
Bembidion transversale (лат.) — вид жуков-жужелиц из подсемейства трехин. Распространён от Новой Шотландии западнее до Аляски, южнее до восточной Британской Колумбии, восточного Орегона, Айдахо, Невады, Юты, Колорадо и Вайоминга. Внутри вида выделяют несколько форм, внешне несколько отличающихся друг от друга.

## Синонимы
В синонимику вида входят следующие биномены:
- Bembidium transversale Dejean, 1831
- Peryphus eros Motschulsky, 1850
- Ochthedromus mannerheimii LeConte, 1852
- Bembidium haplogonum Chaudoir, 1868
- Bembidion marinicum Casey, 1918
- Bembidion tuolumne Casey, 1924